# Carlo Veo
Carlo Veo, né le 2 mai 1922 à Rome dans la région du Latium en Italie et décédé le 8 juin 1995 dans la même ville, est un réalisateur et un scénariste italien. Il a utilisé le nom de scène de Charlie Foster dans les années 1960.

## Biographie
Actif du milieu des années 1950 au début des années 1980, il participe à l’écriture de nombreux scénarios de comédies et de musicarellos pour le cinéma italien. Il réalise également six films au cours de sa carrière.

## Filmographie

### Comme réalisateur et scénariste
- 1960 : Spade senza bandiera (it)
- 1961 : Pesci d'oro e bikini d'argento
- 1965 : Pour une poignée d'or (Per una manciata d'oro) (sous le nom de Charlie Foster)
- 1977 : Amore all'arrabbiata (it)

### Comme réalisateur
- 1963 : Mondo matto al neon
- 1964 : Sambo contre les hommes-léopards (Tarzak contro gli uomini leopardo) (sous le nom de Charlie Foster)

### Comme scénariste
- 1950 : Il sentiero dell'odio de Sergio Grieco
- 1952 : Moi, Hamlet (Io, Amleto) de Giorgio Simonelli
- 1952 : Primo premio: Mariarosa de Sergio Grieco
- 1953 : Fermi tutti... arrivo io! de Sergio Grieco
- 1954 : Tua per la vita de Sergio Grieco
- 1954 : Papà Pacifico de Guido Brignone
- 1955 : La Vengeance du faucon d'or (Il falco d'oro) de Carlo Ludovico Bragaglia
- 1955 : Da qui all'eredità de Riccardo Freda
- 1955 : Il campanile d'oro de Giorgio Simonelli
- 1956 : La Revanche du prince noir (Lo spadaccino misterioso) de Sergio Grieco
- 1956 : Le Chevalier de la violence (Giovanni dalle Bande Nere) de Sergio Grieco
- 1957 : L'angelo delle Alpi de Carlo Campogalliani
- 1957 : Non cantare, baciami! de Giorgio Simonelli
- 1960 : Il Mio amico Jekyll (it) de Marino Girolami
- 1960 : Caravan Petrol de Mario Amendola
- 1961 : Le Magnifiche sette (it) de Marino Girolami
- 1961 : Le ambiziose d'Antonio Amendola
- 1961 : Superspettacoli nel mondo de Roberto Bianchi Montero et José María Nunes
- 1967 : L'homme qui a tué Billy le Kid (El hombre que mató a Billy el Niño) de Julio Buchs
- 1967 : Non mi dire mai goodbye de Gianfranco Baldanello
- 1970 : W le donne d’Aldo Grimaldi
- 1971 : Venga a fare il soldato da noi d'Ettore Maria Fizzarotti
- 1972 : Quel gran pezzo dell'Ubalda tutta nuda e tutta calda de Mariano Laurenti
- 1972 : La bella Antonia, prima monica e poi dimonia de Mariano Laurenti
- 1973 : Mademoiselle cuisses longues (Giovannona Coscialunga disonorata con onore) de Sergio Martino
- 1973 : La Charge des diables (Campa carogna... la taglia cresce) de Giuseppe Rosati
- 1973 : Maria Rosa la guardona de Marino Girolami
- 1974 : Obsessions charnelles (Carnalità) d'Alfredo Rizzo
- 1975 : Marche pas sur ma virginité (La moglie vergine) de Franco Martinelli
- 1976 : Amici più di prima de Marino Girolami, Giovanni Grimaldi et Giorgio Simonelli
- 1977 : Kakkientruppen de Franco Martinelli
- 1979 : La Championne du collège (L'insegnante balla... con tutta la classe) de Giuliano Carnimeo
- 1979 : Le Trou aux folles (Dove vai se il vizietto non ce l'hai?) de Franco Martinelli
- 1980 : La locanda della maladolescenza de Marco Sole
- 1981 : Mia moglie torna a scuola de Giuliano Carnimeo
- 1982 : Giggi il bullo (it) de Marino Girolami